# Гуттен-Чапские

Герб «Лелива» с графской короной

Герб рода Гуттен-Чапские

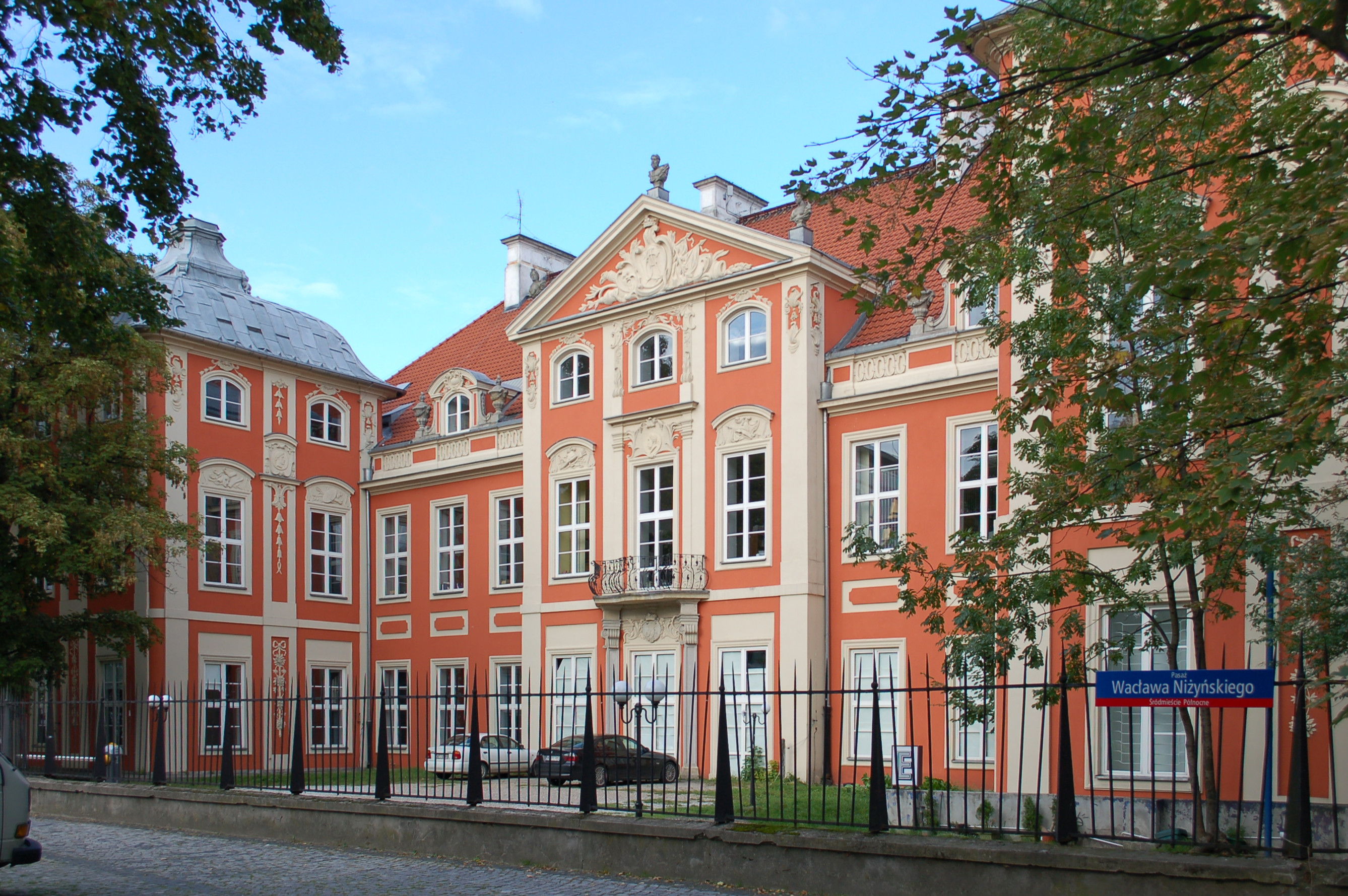
Дворец Чапских в Варшаве

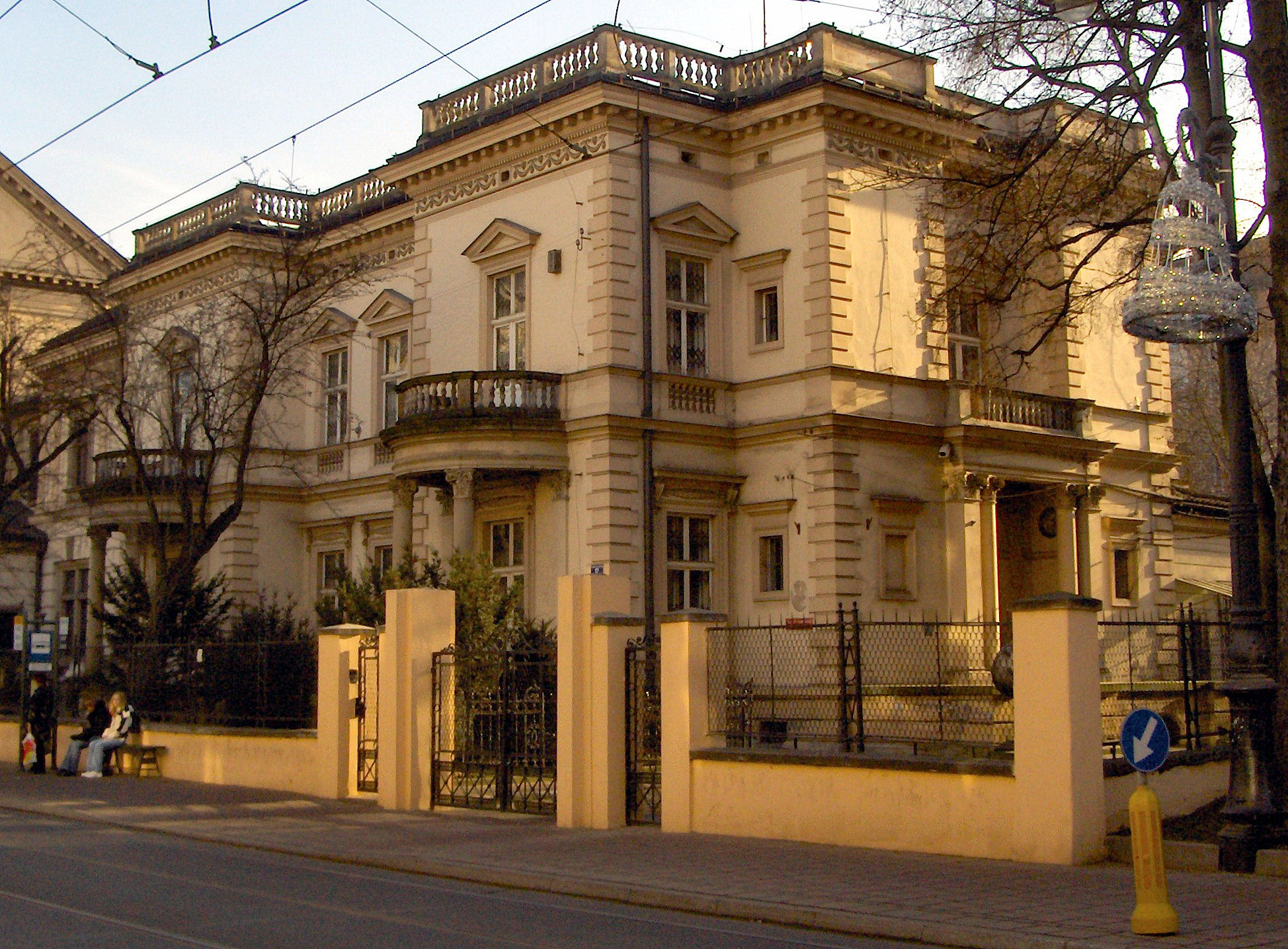
Дворец Чапских в Кракове

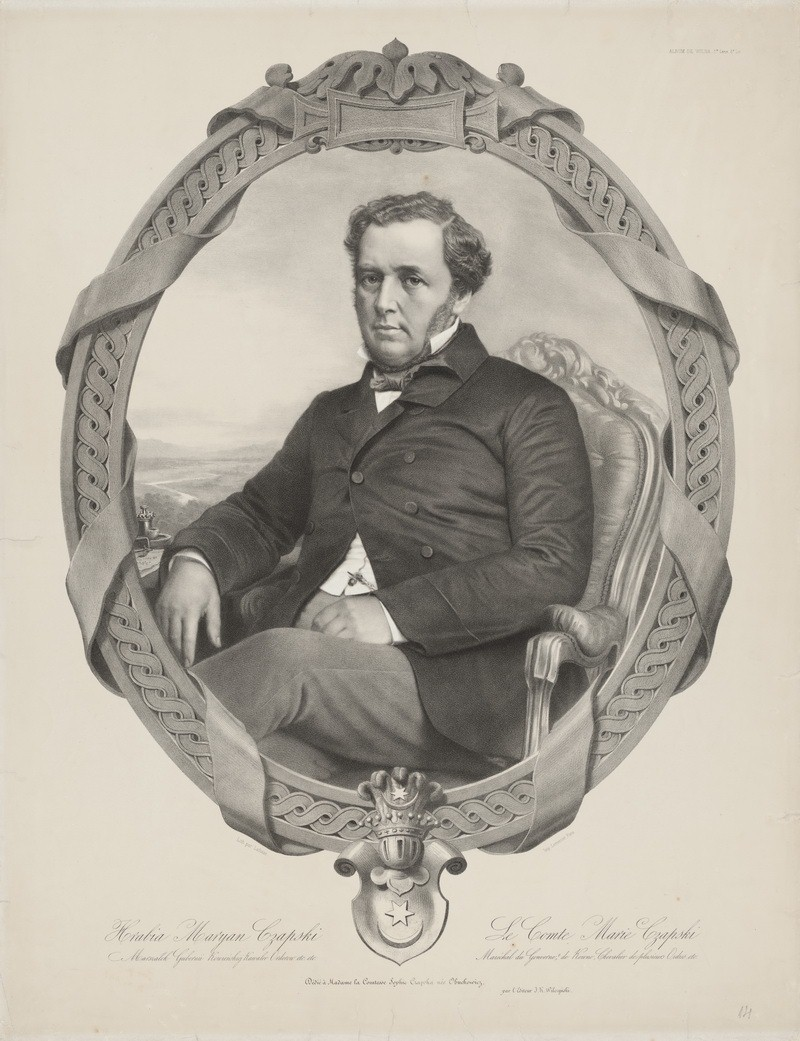
Граф Мариан Чапский (1816—1875)

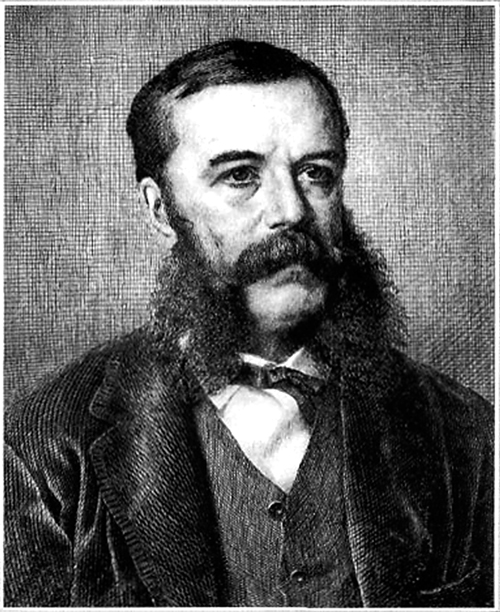
Граф Эмерик Гуттен-Чапский (1828—1896)

Чапские, также Гуттен-Чапские (пол. Czapscy, Hutten-Czapscy) — польский дворянский и графский род герба Лелива.

## Родовая легенда
Согласно созданной генеалогами легенды, вероятно, в XVIII веке, род Чапские является боковой ветвью старинного и известного франконского рода фон Гуттен, который впервые упоминается в 930 году, когда Эренрейх фон Гуттен принимал участие в походе германского короля Генриха Птицелова против венгров.
Немецкие генеалоги ведут непрерывную линию франконских Гуттенов от Рудольфа, жившего около 1179 года, генеалоги Чапских нашли своего предка еще раньше — им стал рыцарь Дитрих фон Гуттен, который вместе с несколькими другими франконскими дворянами в 1112 году был приглашен польским королем Болеславом Кривоустым на помощь в борьбе против прусских язычников. Гуттен отличился в 1113 году в битве при Накле, после чего Болеслав Кривоустый произвел его в рыцари и пожаловал ему Лелива, а также передал ему в лен село Смолонг близ Старогарда в Гданьском Поморье. Во время владычества Тевтонского ордена потомки Дитриха фон Гуттена приняли фамилию господ фон Смоланген. Гуго I фон Смоланген, депутат прусских штатов, во время Тринадцатилетней войны сражался на стороне польского короля Казимира Ягеллончика. Его Гуго II фон Смоланген стал в 1482 году каштеляном гданьским. Сыновья Гуго Себастьян, подкомория поморского, и Юлий, судья тчевский, вернулись к родовой фамилии — Гуттен, но в колонизированной форме «Чапский» (от немецкого хата, шляпа, шапка). С этого времени известны три линии рода Чапских, бонковская (село Бонково, Варлюбе (гмина)), сментовская (село Сментовка, Сментово-Граничне (гмина)) и сварожинская (село Сварожин, Тчев (гмина)).
Братья Николай и Юзеф Чапские, оба бывшие генералы Речи Посполитой, получили от короля Пруссии Фридриха Вильгельма III 27 сентября 1804 года графский прусский титул с присвоением прозвища фон Гуттен. В 1861 году, 3 сентября, такое звание получил и ординат на Смогульце, Богдан Гуттен-Чапский. Одан из ветвей орда Чапских осела в Минской губернии и на Волыни, где в 1874, 1895 и 1900 годах получила графский титул от Российской империи. Среди Чапских было в 1683—1795 годах тринадцать сенаторов, шесть кавалеров Белого Орла и до 1863 года три кавалера Virtuti Militari, а в XX веке два приора польской провинции Мальтийского ордена. С 19 марта 1923 года существует семейный союз. Нынешние потомки графской линии проживают в США. Есть не названные ветви и другая семья с той же фамилией, Чапские герба Гржимала.

## XVII-XVIII века
- Петр Чапский (XVII век) — подкоморий хелминский;
- Франтишек Мирослав Чапский (1607—1677) — хорунжий поморский, затем подкоморский мальборкский (с 1677), участник битвы при Берестечке;
- Александр Ян Чапский (ок. 1658—1711), подкоморий мальборкский (1698—1711);
- Ян Хризостом Чапский (1656—1716), подкоморий поморский, впоследствии каштелян эльблонгский (с 1699), участник битвы под Веной (1683);
- Томаш Франтишек Чапский (ок. 1675—1733), епископ хелминский;
- Ян Ансарий Чапский (1699—1742), воевода хелминский (1732—1738), подскарбий великий коронный (1738—1742);
- Валентин Александр Чапский (1682—1751), епископ пшемыслский и куявский;
- Игнатий Чапский (1699—1746), каштелян гданьский (1736—1746);
- Томаш Чапский (1711—1784), староста кнышинский, возвел дворец Чапских в Варшаве;
- Франц Станислав Костка Чапский (1725—1802), последний воевода хелминский (1766—1772)
- Михаил Чапский (1702—1796), последний воевода мальборкский
- Антоний Михайлович Чапский (1725—1792), последний подкоморий хелминский, генерал-лейтенант коронных войск.

## XIX—XX века
- Станислав Гуттен-Чапский (1779—1844), полковник армии Варшавского герцогства, участник наполеоновских войн, кавалер орденов «Virtuti Militari» и Почётного легиона
- Кароль Юзеф Гуттен-Чапский (1778—1836), брат предыдущего, предводитель дворянства Минского уезда (1808, 1816)
- Эмерик Хаттен-Чапский (1828—1896), сын предыдущего, коллекционер, нумизмат, ученый
- Кароль Гуттен-Чапский 1860—1904), сын предыдущего, крупный землевладелец, городской голова Минска в 1890—1901 годах
- Юзеф Наполеон Гуттен-Чапский (1797—1852), участник Ноябрьского восстания (1830—1831), активист за независимость и эмигрант.
- Богдан Гуттен-Чапский (1851—1937), сын предыдущего, прусский государственный деятель, бургграф Кайзеровского замка в Познани, куратор Варшавского университета в 1915—1918 годах, владелец Смогулецкой ординации в Великопольском воеводстве,
- Мариан Гуттен-Чапский (1816—1875), зоолог, пчеловод, доктор права и участник Польского восстания (1863—1864)
- Юзеф Чапский (1896—1993), художник, писатель, майор польской армии
- Мария Чапская (1894—1981), историк литературы, эссеист
- Эмерик Август Гуттен-Чапский (1897—1979), польский аристократ, политик, военный офицер, дипломат и бальи Польского Суверенного Мальтийского Военного Ордена.